# Egyéni választókerület
Az egyéni választókerület (Magyarországon: országos egyéni választókerület, rövidítve: OEVK; és önkormányzati egyéni választókerület – ÖEVK) olyan választókörzet, amelyben személyes választást tartanak, azaz a választók (elsősorban) személyekre tudnak szavazni, nem pedig pártokra. Ellentéte a listás választókerület, amelyben a szavazók elsősorban nem közvetlenül jelöltekre szavaznak, hanem több jelöltből álló rendezett listákra, amiket általában pártok vagy nemzetiségek állítanak.
Hasonló fogalom az egymandátumos választókerület, ugyanis az egyéni körzetekben leggyakrabban egygyőzteses választást tartanak, azonban ez számos választási rendszerben nincs így például a Magyarországon is használt többszörös át-nem ruházható szavazat (MNTV) rendszerében (egyéni blokkszavazás). Nem minden egyéni választókerület egymandátumos és nem minden egymandátumos körzet egyéni (lehet listás is, például Ausztriában).
Számos választási rendszerekben használnak egyéni választókerületeket, például alapesetben a relatív többségi szavazás, a kétfordulós szavazás, az azonnali többfordulós szavazás (IRV), az elfogadó szavazás is (egymandátumos) egyéni választókerületekkel működik. Többmandátumos egyéni választókerületekkel működik a blokkszavazáson kívül még alapesetben az egyetlen átruházható szavazat (STV) és az egyetlen nem-átruházható szavazat (SNTV) rendszere is.

## Használata

### Magyarországon
Magyarországon következő választási rendszerek használnak egyéni választókerületeket:
- Országgyűlési választási rendszer (vegyes rendszer: 106 egymandátumos egyéni választókerület 93 listás mandátum mellett)
- Önkormányzati vegyes választási rendszer (egymandátumos egyéni választókerületek és kompenzációs listás mandátumok)
- Önkormányzati "egyéni listás" választási rendszer (az egész település egy többmandátumos egyéni választókerület, ahol blokkszavazást használnak)

A polgármesterek választása is egyéni választással történik, azonban mivel itt nem osztanak ki több mandátumot, ezt nem szokás választókerületnek hívni.

## Lásd még
- Egyéni átruházható szavazat
- Választási rendszerek